# Ville Pessi

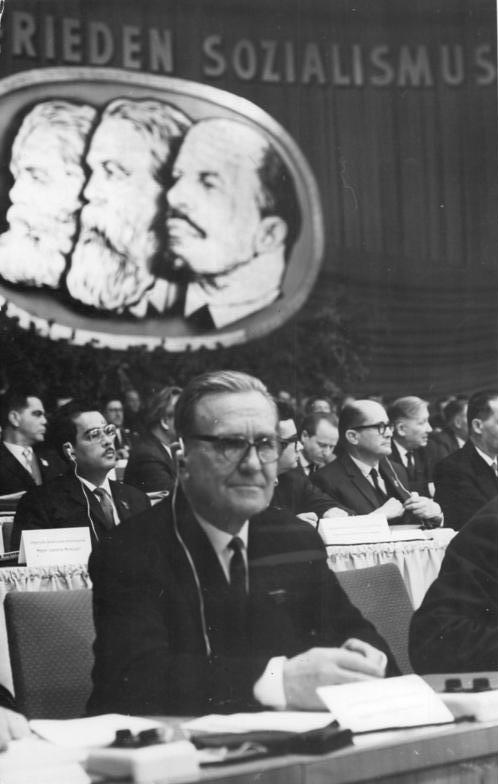
Ville Pessi na VI Kongresie Socjalistycznej Partii Jedności Niemiec

Ville Pessi (ur. 1902, zm. 1983) – fiński polityk, poseł do parlamentu Finlandii.
W latach 1944–1969 jako członek Komunistycznej Partii Finlandii pełnił funkcję sekretarza generalnego, od 1972 był jej honorowym prezesem.